# 和田利政
和田 利政（わだ としまさ、1925年 - 2022年6月19日）は、日本の国語学者、國學院大學名誉教授。専攻は国語学、特に敬語史研究。『旺文社国語辞典』の編纂者。

## 人物
東京八王子生まれ。1951年國學院大學国文科（旧制）卒業。同大学助手、講師、助教授、1969年教授、1996年定年退任、名誉教授。

## 著書

### 単著
- 日常語面白事典 びっくりワード・ウォッチング ちょっと変だぞ、あなたの日本語 主婦と生活社 1986.4. 21世紀ブックス

### 共編著
- 学研国文法 第8版 田辺正男共著 学習研究社 1964.5
- 国文法要説 文語篇 森昇一,岡崎正継共著 桜楓社 1973
- 国語要説 金田弘共著 秀英出版 1981.4
- 旺文社国語辞典 第9版 松村明,山口明穂共編 旺文社 1998.9.
- 旺文社古語辞典 第9版 松村明,山口明穂共編 旺文社 2001.10.